# Silvia Hroncová
Silvia Hroncová (roz. Baránová; * 22. června 1964, Bratislava) je slovenská politička, teatroložka a kulturní manažerka, od května do října 2023 ministryně kultury SR ve vládě Ľudovíta Ódora.

## Studium
V letech 1983–1988 vystudovala magisterský mezifakultní obor Estetika – divadelní věda na Divadelní fakultě Vysoké školy múzických umění a Filozofické fakultě Univerzity Komenského v Bratislavě. Zaměřovala se především na současné slovenské drama a národnostní divadla.

## Profesní působení
V letech 1988–1996 působila v Ústavu umělecké kritiky a divadelní dokumentace v Bratislavě. V letech 1996–2005 byla šéfredaktorkou slovenského odborného časopisu Divadlo v medzičase.
V květnu 2023 se stala ministryní kultury v úřednické vládě Ľudovíta Ódora. Tou byla až do října téhož roku.

### Divadelní ústav v Bratislavě
V letech 1999–2006 byla ředitelkou Divadelního ústavu v Bratislavě a současně členkou rady Slovenských institutů při Ministerstvu zahraničních věcí SR.
V době jejího působení získal Divadelní ústav řadu knižních i dalších ocenění, např. Pražské Quadrienale.

### Slovenské národní divadlo
Spolupracovala s Ministerstvem kultury SR na přípravě projektu Strategie spuštění a provozu nové budovy Slovenského národního divadla. Následně se podílela ve funkci generální ředitelky Slovenského národního divadla v Bratislavě (2006–2009) na realizaci tohoto projektu, zahrnující mj. dokončení a zprovoznění budovy, vytvoření podoby tří uměleckých souborů a začlenění uměleckých souborů z Divadla P. O. Hviezdoslava a Malé scény. Divadlo bylo v nové budově slavnostně otevřeno prezidentem SR dne 14. dubna 2007. Během jejího působení ve Slovenském národním divadle získalo divadlo řadu významných ocenění, např. za nejlepší inscenaci sezony (opera Orfeus a Eurydika).

### Film Europe
Po odchodu ze Slovenského národního divadla v roce 2009 se stala generální ředitelkou mediální společnosti FILM EUROPE.
V rámci svého působení zde stála u zrodu prvního evropského filmového televizního kanálu Film Europe Channel a podílela se mj. na tvorbě projektu Strategie digitalizace kin na Slovensku a na formování distribuce slovenských a zahraničních filmů na Slovensku a v Čechách.

### Národní divadlo v Praze
V srpnu 2013 se stala ředitelkou Opery Národního divadla a Státní opery v Praze. Současně s ní byl do vedení souborů jmenován nový umělecký šéf Petr Kofroň (hudební skladatel) a dva hudební ředitelé – Robert Jindra pro soubor Opery ND a Martin Leginus pro soubor Státní opery. Od 1. srpna 2016 se pak hudebními řediteli stali Jaroslav Kyzlink pro Operu ND a Andreas Sebastian Weiser pro Státní operu.
K mimořádným vystoupením nebo hostování přivedla do Prahy řadu světových umělců, např. tenoristu José Curu (2015 – v titul. roli opery Otello), operního pěvce a dirigenta Plácida Dominga (2017 – Don Giovanni), sopranistku Evu Hornyákovou (2014 – v roli Magdy v opeře G. Pucciniho La rondine), dirigenta Marca Guidarini (2015 – Mefistofeles), Yusufa Eyvazova (2018 – v roli Kalafa v Pucciniho Turandot a jako Radames ve Verdiho Aidě), kanadskou dirigentku Keri-Lynn Wilson (Rusalka v ND 28.3. a 31.3.2018), Editu Gruberovou a další umělce, k nimž patří např. Štefan Margita, Adam Plachetka, Štefan Kocán, Elena Zhidková, Christopher Ward (dirigent), Tomo Sugao (režisér) a další. V říjnu 2013 hostovala v pražské Státní opeře poprvé také Opera Slovenského národního divadla (G. Verdi: Rigoletto).
Soubor Opery ND pod jejím vedením pokračoval v úspěšné linii uvádění soudobé české opery. V březnu 2017 tak měla světovou premiéru opera Žádný člověk od Jiřího Kadeřábka a v prosinci 2017 světovou premiéru na Nové scéně opera Miloše Orsona Štědroně Don Hrabal v titulní roli s barytonistou Romanem Janálem.
V souvislosti s rekonstrukcí Státní opery v Praze se jí podařilo od sezony 2016/2017 vytvořit program operních představení tak, aby mohly být úspěšně realizovány v Hudebním divadle Karlín a v Národním divadle.
Soubor Opery ND rovněž úspěšně hostoval například v roce 2016 v Japonsku.
Činnost ředitelky Opery Národního divadla a Státní opery ukončila ke dni 23. května 2019.

### Další činnost
- V roce 1996 iniciovala na Slovensku vznik divadelní ceny Divadelné ocenenia sezóny Dosky a byla spoluorganizátorkou vzniku komorního divadelního studia Študio 12, které je alternativní scénou mladých divadelníků.[3]

- V rámci své publikační činnosti se podílela na založení několika knižních edicí, mj. Contemporary Slovak Drama a Dráma.

- Při vstupu Slovenské republiky do EU se podílela na tvorbě strategie kulturní politiky za oblast divadla pro Radu Evropy.[3]

- Je jedním z porotců organizace FEDORA, která finančně podporuje evropské operní a baletní projekty.[17]

- Je spoluzakladatelkou mezinárodního divadelního festivalu Divadelná Nitra a členkou představenstva Asociace Divadelná Nitra.

- Působí ve vědeckých a správních radách slovenských vysokých škol (Vysoká škola múzických umění v Bratislavě a Vysoká škola výtvarných umění v Bratislavě) a je členkou Institutu pro kulturní politiku – Via Cultura.[10]

- Od roku 2002 je členkou redakční rady českého časopisu Svět a divadlo.

- Byla kurátorkou výstavy Vášeň, telo, hlas, věnované dějinám slovenského profesionálního divadla.